# Christoffer Trotzig
Christoffer Trotzig, född 27 juli 1692 i Söderfors församling, Uppsala län, död 3 mars 1740, var en svensk militär och kammarherre.

## Biografi
Christoffer Trotzig föddes 1692 på Söderfors bruk i Söderfors socken. Han var son till landshövdingen Mårten Trotzig i Östergötlands län och Barbro Leijoncrona. Trotzig blev 16 december 1702 student vid Uppsala universitet, och senare volontär vid Dalregementet. Han blev senare fänrik vid Kalmar regemente och 11 september 1711 sekundlöjtnant vid Livregementet till häst. Trotzig blev 3 juni 1724 Kammarherre. Han avled 1740 och begravdes i Björklinge kyrka, där hans vapen uppsattes.

### Familj
Trotzig gifte sig 14 juni 1724 på Venngarn i Sankt Olofs socken med grevinnan Hedvig Eleonora Gyllenborg (1692–1762), dotter av kungliga rådet, greve Jakob Gyllenborg och friherrinnan Anna Catharina Thegner. De fick tillsammans löjtnanten Jakob Mårten Trotzig (1727–1777) vid Livgardet.